# Ziskakan

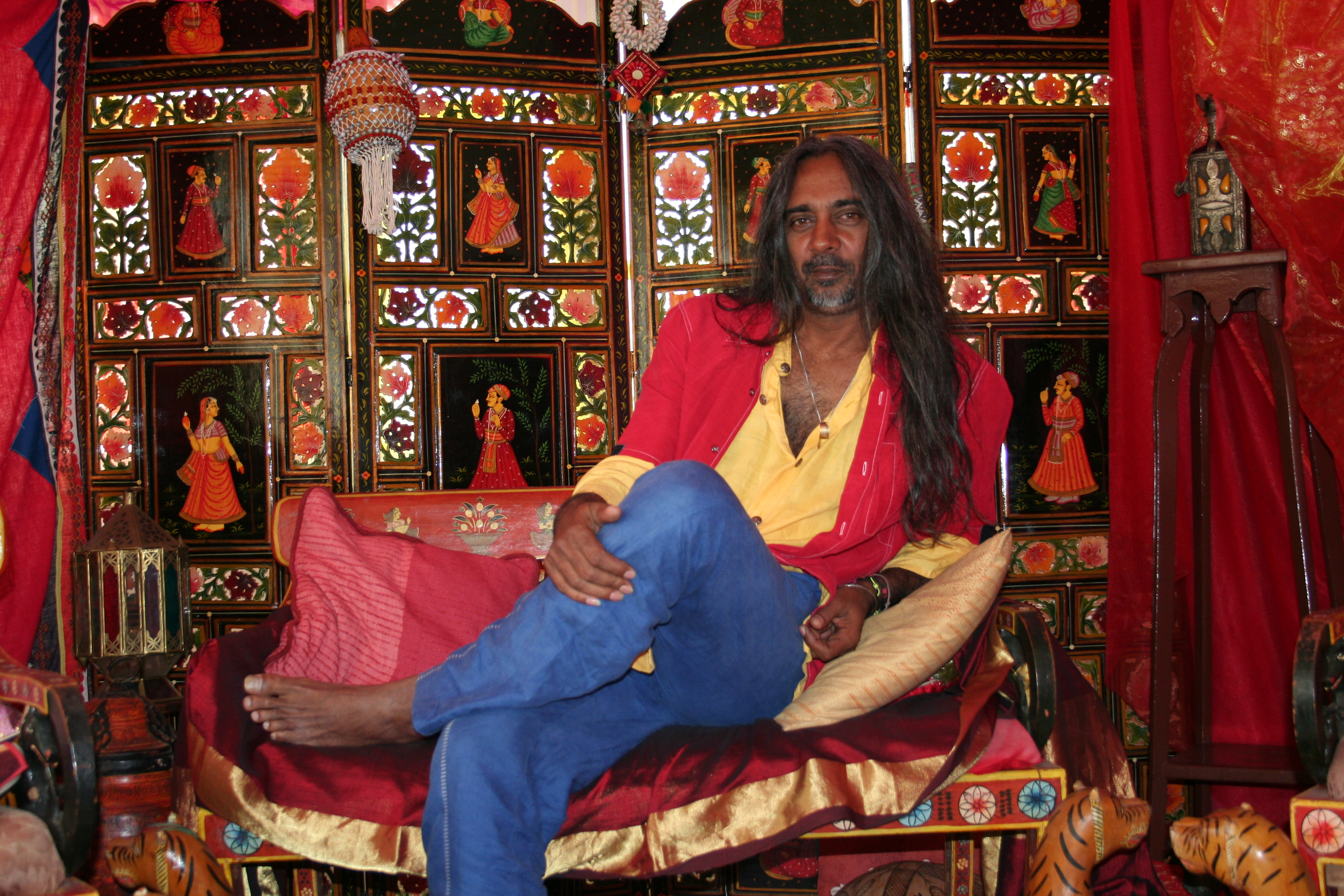
Gilbert Pounia, fotografiert vom Magazin 2512 (8/2006)

Ziskakan ist eine französische Musikgruppe von der Insel La Réunion, die sich 1979 gründete. Seit ihrer Gründung wird die Gruppe von Gilbert Pounia geleitet. Musikalisch verbindet sie indische Musik mit afrikanischen Rhythmen und kreolischen Texten. 
Ziskakan nimmt dabei Einflüsse des Maloya auf und holte sich Anregungen von den alten Meistern wie Granmoun Lélé, Firmin Viry oder Lo Rwa Kaf. In der Musik zeigte die Gruppe in den 1980ern die Werte der kreolischen Kultur La Réunions.
1994 tourte die Gruppe an der Seite von Angélique Kidjo durch Amerika.

## Auszeichnungen
- 1997: KORA All Africa Music Award in der Kategorie Beste Musiker Ostafrikas

## Diskographie
- 1979: Ziskakan, Mango
- 1981: Kaskasnikola
- 1983: Moringer
- 1989: 10 zan, Discorama
- 1992: Bato fou, Piros
- 1996: Soley glasé, Mercury
- 1999: 20 tan, Discorama
- 2000: 4 ti mo, Discorama; Créon; Virgin
- 2001: Rimayer, Créon; Virgin
- 2002: Live au Casino de Paris
- 2004: DVD Live Réunion, Discorama
- 2006: Banjara
- 2009: Madagascar